# Song Liêu
Song Liêu (giản thể: 双辽市; phồn thể: 雙遼市; bính âm: Shuāngliáo Shì) là một thành phố cấp huyện thuộc địa cấp thị Tứ Bình, tỉnh Cát Lâm, Trung Quốc. Thành phố này được thành lập ngày 7 tháng 6 năm 1996. Song Liêu có diện tích 3.121,3 km², dân số năm 2017 là 407.000 người, trong đó 128.600 người sống trong vùng nội thành. Mã số bưu chính là 136400, mã vùng là 0434.

## Phân chia hành chính
Thành phố Song Liêu được chia thành 9 trấn, 9 hương và 1 hương dân tộc.
- Nhai đạo:
- Trấn: Trịnh Gia Đồn, Mậu Lâm, Song Sơn, Ngọa Hổ, Phục Tiên, Hồng Kỳ, Vương Bôn, Pha Lê Sơn, Hưng Long.
- Hương: Kiến Thiết, Mậu Lâm, Liễu Điều, Đông Minh, Tú Thủy, Quế Hoa, Tân Lập, Hướng Dương, Vĩnh Gia.
- Hương dân tộc Mông Cổ Na Mộc Tư.